# موراي أوليفر
موراي أوليفر هو لاعب هوكي الجليد كندي، ولد في 14 نوفمبر 1937 في هاميلتون في كندا، وتوفي في 23 نوفمبر 2014 في إدينا في الولايات المتحدة بسبب نوبة قلبية.

## وصلات خارجية
- موراي أوليفر على موقع دوري الهوكي الوطني (الإنجليزية)
- موراي أوليفر على موقع قاعة مشاهير الهوكي (لاعب أن.إتش.أل) (الإنجليزية)
- موراي أوليفر على موقع EliteProspects.com (الإنجليزية)
- موراي أوليفر على موقع HockeyDB.com (الإنجليزية)
- موراي أوليفر على موقع Hockey-Reference.com (الإنجليزية)